# Karla Cossio
Karla Cossio (ur. 22 czerwca 1985 r. na Kubie) – meksykańska aktorka znana z roli w serialu młodzieżowym Zbuntowani.

## Filmografia
- 2009 Alma de Hierro
- 2008 Mujeres Asesinas
- 2007´´Lola...Érase una vez (2007)jako Paloma
- 2004–2006: Zbuntowani (Rebelde) jako Pilar Gandía Dunoff
- 2002: Clase 406 jako Sandra Paola Rodríguez Pineda